# Сигнальний шлях Notch

Notch-опосередкований юкстакринний сигнал між сусідніми клітинами

Етапи Notch-сигналінгу

Сигнальний шлях Notch — висококонсервативна клітинна сигнальна система, присутня у більшості тварин. Ссавці мають чотири типи рецепторів Notch, які називаються NOTCH1, NOTCH2, NOTCH3 і NOTCH4. Notch є трансмембранним бітопічним (один раз пронизує мембрану) рецепторним білком. Це гетероолігомер, що складається з двох частин: великої позаклітинної частини, та меншої, яка має коротку позаклітинну ділянку, трансмембранну ділянку та невелику внутрішньоклітинну область. Обидві частини пов'язані кальцій-залежним нековалентним зв'язком.
Notch опосередкований сигналінг сприяє проліферації під час нейрогенезу, та відіграє важливу роль у регуляції ембріонального розвитку. При переході до етапу дифереціації нейронів цей сигналінг пригнічується білком Numb.
Порушення у цьому сигнальному шляху спостерігаються при багатьох видах раку, Т-клітинному гострому лімфобластному лейкозі (T-ALL), церебральній аутосомно-домінантній артеріопатії з підкірковими інфарктами та лейкоенцефалопатії (CADASIL), розсіяному склерозі, тетралогії Фалло та синдромі Алагіля. При інгібуванні Notch-сигналінгу також було показано пригнічення проліферації Т-клітин при Т-клітинній гострій лімфобластній лейкемії як на культурі клітин, так і в мишей.

## Відкриття
Історія відкриття та дослідження цього шляху почалася у 1914 році, коли Джон Декстер помітив появу виїмки (notch - англ.) на крилах плодової мушки Drosophila melanogaster. Алелі відповідного гена  були ідентифіковані в 1917 році американським еволюційним біологом Томасом Хантом Морганом, а його молекулярний аналіз і секвенування були незалежно проведені в 1980-х роках Спіросом Артаванісом-Цаконасом і Майклом В. Янгом. Алелі двох генів C. elegans Notch були ідентифіковані на основі фенотипів розвитку lin-12  і glp-1, . Клонування та часкове секвенування lin-12 було описане Айвою Грінвальд.

## Механізм
Білок Notch пронизує клітинну мембрану, більшою своєю частною знаходячись ззовні клітини, а меншою - всередині та з внутнішього боку мембрани. Білки-ліганди, що зв’язуються з позаклітинним доменом, індукують протеолітичне відрізання та вивільнення внутрішньоклітинного домену, який далі потрапляє до клітинного ядра та бере участь у модифікації експресії генів.
Ця модель роботи, що передбачає відщеплення внутрішньоклітинного сегменту, була вперше запропонована в 1993 році на основі роботи, виконаної з Drosophila Notch і C. elegans lin-12 , та на підставі інформації першу онкогенну мутацію, що вражає людський ген Notch. Переконливі докази цієї моделі були надані в 1998 році в результаті досліджень на дрозофілі in vivo Гері Струлем  та в культурі клітин Рафаелем Копаном. І попри початкову критику даної моделі, вже до 2001 року було накопичено достатньо даних для того, аби вона вважалася незаперечною.
Рецептори Notch зазвичай активуються через прямий міжклітинний контакт, при якому трансмембранні білки одних клітин утворюють безпосередній контакт із notch-рецепторами інших клітин та виступають для них лігандами. Зв'язування через Notch дозволяє групам клітин організовуватися таким чином, що якщо одна клітина виявляє певну ознаку, вона може бути вимкнена в сусідніх клітинах через notch-сигнал. Впливаючи одна на одну, групи клітин що таким чином взаємодіють здатні формувати великі структури. Механізми латерального гальмування є ключовими для  Notch-сигналінгу. Notch та lin-12 визначають шлях розвиток бінарних клітин, оскільки латеральне інгібування включає механізми зворотного зв’язку для посилення початкових відмінностей.  Виявлено, що сімейство рецепторів Notch/Lin-12/Glp-1  бере участь у специфікації долі клітин під час розвитку дрозофіли та C. elegans.
Notch каскад передбачає залучення Notch-рецепторів, лігандів Notch, а також внутрішньоклітинних білків, що передають сигнал Notch до ядра клітини.
Внутрішньоклітинний домен Notch утворює комплекс із CBF1 і Mastermind для активації транскрипції цільових генів. Структура цього комплексу наразі є визначеною і описаною.

### Синтез Notch і каскад передачі сигналу
Дозрівання рецептора notch у комплексі Гольджі включає частковий протеоліз на його майбутній позаклітинній стороні . У результаті утворюється двосторонній білок, що складається з великого позаклітинного домену, з’єднаного з меншим трансмембранним і внутрішньоклітинним доменами. Зв'язування ліганду зумовлює ще два послідовних етапи протеолізу, в результаті якого внутрішньоклітинний домен звільняється і, при подальшому потраплянні до ядра, залучає інші ДНК-зв'язуючі білки та регулює експресію генів.
Notch і більшість його лігандів є трансмембранними білками, тому щоб відбулася передача сигналу, клітини, що експресують ліганди, зазвичай повинні бути поруч із клітиною, що експресує notch. Ліганди Notch також є бітопічними трансмембранними білками та належать до сімейства білків DSL (Delta/Serrate/LAG-2). У Drosophila melanogaster (плодової мушки) є два ліганди, названі Delta та Serrate, у ссавців - Delta-like (дельтаподібні) та Jagged (зубчасті). При цьому у ссавців існує кілька типів цих дельта-подібних і зубчастих лігандів, а також, можливо, низка інших лігандів, таких як F3/контактин.
У нематоди C. elegans є два гени, що кодують гомологічні білки: glp-1 і lin-12. Припускають, що деякі їх клітини можуть простягати відростки, що дозволяють передавати сигнали між клітинами, які знаходяться на відстані до чотирьох-п’яти клітинних діаметрів одна від одної. 
Позаклітинний домен Notch складається в основному з невеликих  багатих цистином мотивів, які називаються EGF-подібними повторами.
Notch 1, наприклад, має 36 таких повторів. Кожен EGF-подібний повтор складається приблизно з 40 амінокислот, і його структура визначається в основному шістьма консервативними залишками цистеїну, які утворюють три консервативні дисульфідні зв’язки. Кожен EGF-подібний повтор може бути модифікований О-зв'язаними гліканами у певних сайтах. Так, O-глюкоза може бути додана між першим і другим консервативними цистеїнами, а O-фукоза - між другим і третім. Цей процес вставки вуглеводів здійснюється поки що неідентифікованою O-глюкозилтрансферазою (за винятком Rumi) і GDP-фукозо Білок O-фукозилтрансферазою 1 (POFUT1), відповідно. Додавання O-фукози за допомогою POFUT1 є абсолютно необхідним, і без ферменту для додавання O-фукози рецептори Notch будуть нездатні правильно функціонувати. Поки що є не повністю зрозуміло, яким чином на функціональну активність впливає глікозилювання.
О-глюкоза білка Notch може бути подовжена до трисахариду з додаванням двох цукрів ксилози за допомогою ксилозилтрансфераз, а О-фукоза може бути подовжена до тетрасахариду шляхом послідовного додавання N-ацетилглюкозаміну (GlcNAc) за допомогою N-Ацетилглюкозамінілтрансферази під назвою Fringe, додавання галактози за допомогою галактозилтрансферази та додавання сіалової кислоти за допомогою сіалілтрансферази.
Складності додає також те, що у ссавців є три GlcNAc-трансферази Fringe, які поетично називані лунатичною бахромою, маніакальною бахромою та радикальною бахромою (fringe - бахрома, англ). Ці ензими відповідають за те, що називається «ефект бахроми» при передачі сигналів Notch. Якщо Fringe додає GlcNAc до O-фукозного цукру, то відбудеться подальше додавання галактози та сіалової кислоти. У присутності цього тетрасахариду notch з високою ефективністю передає сигнали, коли він взаємодіє з дельта-лігандом, але помітно пригнічує передачу сигналів при взаємодії з лігандом Jagged. Механізм, яким це додавання цукру пригнічує передачу сигналів через один ліганд, і потенціює передачу сигналів через інший, наразі не є чітко зрозумілими.
Як тільки позаклітинний домен notch взаємодіє з лігандом, металопротеаза родини ADAM під назвою ADAM10 розщеплює білок notch безпосередньо за межами мембрани. Це вивільняє позаклітинну частину білка (NECD - notch extracellular domain), яка продовжує взаємодіяти з лігандом. Потім ліганд разом з NECD піддаються ендоцитозу клітиною, що експресує ліганд, внаслідок чого після ендоцитозу можуть спостерігатися сигнальні ефекти в клітині, що експресувала ліганд; ця частина сигналізації notch є темою активних досліджень. Після цього першого розщеплення фермент під назвою γ-секретаза (яка бере участь у хворобі Альцгеймера) розщеплює залишок білка notch безпосередньо всередині внутрішнього шару мембрани клітини, що цей білок експресує. Це вивільняє внутрішньоклітинний домен білка notch (NICD - notch intracellular domain), який потім переміщується до ядра, де він може регулювати експресію генів шляхом активації фактора транскрипції CSL. Раніше вважалося, що ці білки CSL пригнічують цільову транскрипцію Notch. Проте подальші дослідження показали, що коли внутрішньоклітинний домен зв’язується з комплексом, він перемикається з репресора на активатор транскрипції. Інші білки також беруть участь у внутрішньоклітинній частині сигнального каскаду notch.

### Взаємодія з лігандами

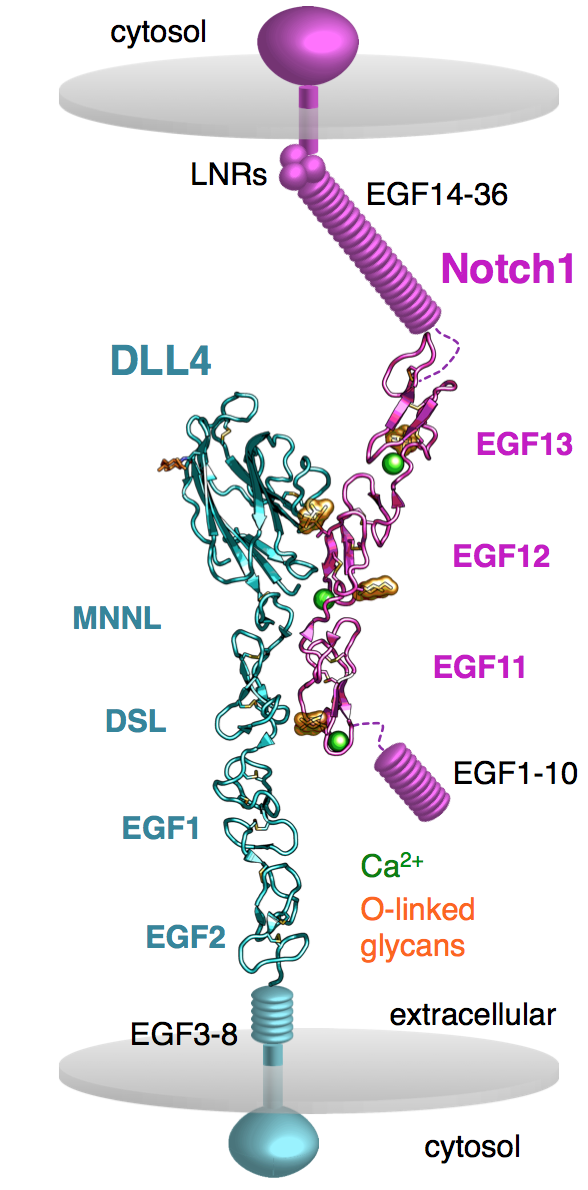
Кристалічна структура комплексу Notch1-DLL4, яка відображає передбачувану модель взаємодії між двома клітинами (PDB ID: 4XLW)

Ініціація Notch-сигналінгу відбувається, коли рецептори Notch на поверхні клітини зв'язують ліганди, експоновані на протилежних клітинах. У великому позаклітинному домені Notch критично важливими для взаємодії з Delta є саме домени 11 і 12 EGF  Додаткові дослідження показали, що у зв’язуванні ліганду також беруть участь і області за межами Notch EGF11-12, як, наприклад, домен Notch EGF 8, що відіграє роль у селективному розпізнаванні Serrate/Jagged , та домени EGF 6-15, які необхідні для максимально ефективної передачі сигналів при стимуляції лігандом. Дослідження кристалічної структури взаємодіючих областей Notch1 і Delta-like 4 (Dll4) поглибили розуміння взаємодії між Notch-рецептором і лігандом на молекулярному рівні, і за їх допомогою було виявлено, що із вищезазначеними критичними Notch EGF доменами 12 взаємодіють N-кінцеві домени MNNL (або C2), а із EGF 11 - DSL домени лігандів. Кристалічна структура Notch1-Dll4 також висвітлила роль O-зв'язаних фукозних і глюкозних фрагментів Notch при розпізнаванні ліганду та забезпечила розуміння структурного механізму опосередкованої гліканами регуляції передачі сигналів Notch.

### Синтетичний Notch-сигналінг
Є можливим конструювання синтетичних рецепторів Notch шляхом заміни позаклітинних рецепторів і внутрішньоклітинних транскрипційних доменів іншими доменами на вибір, залежно від цілей дослідження. Обираючи, які ліганди будуть експоновані та розпізнані, можна таким чином обирати, які гени будуть активуватися у відповідь. З використанням цієї технології можливим є отримання клітин, які повідомлятимуть або змінюватимуть свою активність у відповідь на контакт із заданими сигналами, що є корисним як фундаментальних, так і прикладних досліджень передачі сигналів між клітинами. Примітно, що ця система дозволяє паралельно використання у клітині одразу кількох таких синтетичних шляхів.

## Функції
Сигнальний шлях Notch важливий для міжклітинної комунікації, яка включає механізми регуляції генів, які контролюють диференціацію  клітин під час ембріонального розвитку та у дорослих організмів. Загалом передача сигналів Notch також відіграє роль у таких процесах:
- нейрональний розвиток та функціонування нейронів 
- регуляція артеріогенезу та ангіогенезу 
- міжклітинні взаємодії між ендокардом і міокардом під час утворення примордіального клапана та розвитку і диференціювання шлуночків 
- гомеостаз серцевого клапана, а також вплив на інші захворювання людини, пов’язані з серцево-судинною системою 
- вчасна диференціація ендокринної та екзокринної лінії клітин підшлункової залози 
- вплив на бінарну диференціацію клітин, які знаходяться на етапі вибору між секреторною та абсорбційною лініями розвитку в кишечнику 
- розширення компартменту гемопоетичних стовбурових клітин під час розвитку кісток та участь у виборі лінії розвитку остеобластів, що свідчить про потенційну терапевтичну роль notch у регенерації кісток та остеопорозі 
- експансія гемогенних ендотеліальних клітин за сигнальною віссю, в якій також бере участь Hedgehog-сигналізація та Scl 
- комітування імунних клітин до Т-клітинної лінії розвитку від загального лімфоїдного попередника 
- регулювання шляху розвитку клітин у молочних залозах 
- можливо, опосередкований деякими неядерними механізмами контроль актинового цитоскелету черезтирозинкіназу Abl 
- регуляція вибору мітотичного/мейотичного шляху розвитку лінії зародкових клітин C. elegans 
- розвиток альвеол в легенях.

Також було виявлено, що Rex1 має інгібуючий вплив на експресію notch у мезенхімальних стовбурових клітинах, запобігаючи їх диференціюванню.

## Роль в ембріогенезі
Сигнальний шлях Notch відіграє важливу роль у міжклітинній комунікації та бере участь у регуляції ембріонального розвитку.

### Полярність ембріона
Notch-сигналізація необхідна для регулювання полярності. Так, експерименти з мутаціями за генами білків Notch показали, що втрата цієї сигналізації викликає аномальну антеріо-постеріальну полярність у сомітах. Крім того, сигналізація Notch необхідна під час визначення ліво-правосторонньої асиметрії у хребетних.
Ранні дослідження на модельному організмі нематоди C. elegans показують, що передача сигналів Notch відіграє важливу роль в індукції мезодерми та визначенні шляху розвитку клітин. Як згадувалося раніше, C. elegans має два гени, які кодують частково надлишкові у функціональному відношенні гомологи Notch, glp-1 і lin-12. GLP-1, гомолог Notch у C. elegans, взаємодіє з APX-1, гомологом Delta C. elegans. Цей сигнал між окремими бластомерами індукує диференціацію клітин у них за різними лініями розвитку та забезпечує встановлення дорзально-вентральної осі .

### Роль у сомітогенезі
Notch-сигналінг є необхідним для сомітогенезу. У 1995 році було показано, що Notch1 є важливим для координації сегментації сомітів у мишей. У подальших дослідженнях, спрямованих на визначення ролі Notch-сигналінгу в сегментації, було висловлено припущення, що основною його функцією є не дія на якусь окрему клітину, а координація та синхронізація клітинних годинників при розвитку сегментації. Ця гіпотеза була підтверджена експериментами на мишах і рибках даніо. В експериментах з мишами-мутантами за Delta1, у яких було показано аномальний сомітогенез із втратою антеріо/постеріальної полярності, автори припускають, що передача сигналів Notch також необхідна для підтримки кордонів сомітів.
Під час сомітогенезу молекулярний осцилятор у параксіальних клітинах мезодерми визначає точну швидкість утворення сомітів. Для того, щоб просторово визначити розташування та межі між сомітами, було запропоновано так звану модель годинника та хвильового фронту (clock and wavefront model). Цей процес є чітко регульованим, оскільки соміти повинні мати правильні розміри і відстань одне між одним для уникнення вад розвитку в осьовому скелеті, які потенційно можуть призвести до спондилокостального дизостозу. Було виявлено, що у координації ключових кроків цього процесу беруть участь кілька компонентів сигнального шляху Notch. Так, у мишей мутації Notch1, Dll1 або Dll3, Lfng або Hes7 призводять до аномального утворення сомітів, а у людей до розвитку спондилокостального дизостозу призводять мутації DLL3, LFNG або HES7

### Роль в диференціації епідермісу
Відомо, що передача сигналів Notch відбувається всередині диференційованих війчастих клітин, які знаходяться в перших шарах епідермісу під час ранніх етапів розвитку шкіри. Крім того, було виявлено, що пресенілін-2 разом з ARF4 бере участь у регулюванні передачі сигналів Notch під час цього розвитку. Однак наразі невідомо, пряму чи непряму роль у модулюванні сигналізації Notch відіграє гамма-секретаза.

## Роль у розвитку та функціонуванні центральної нервової системи

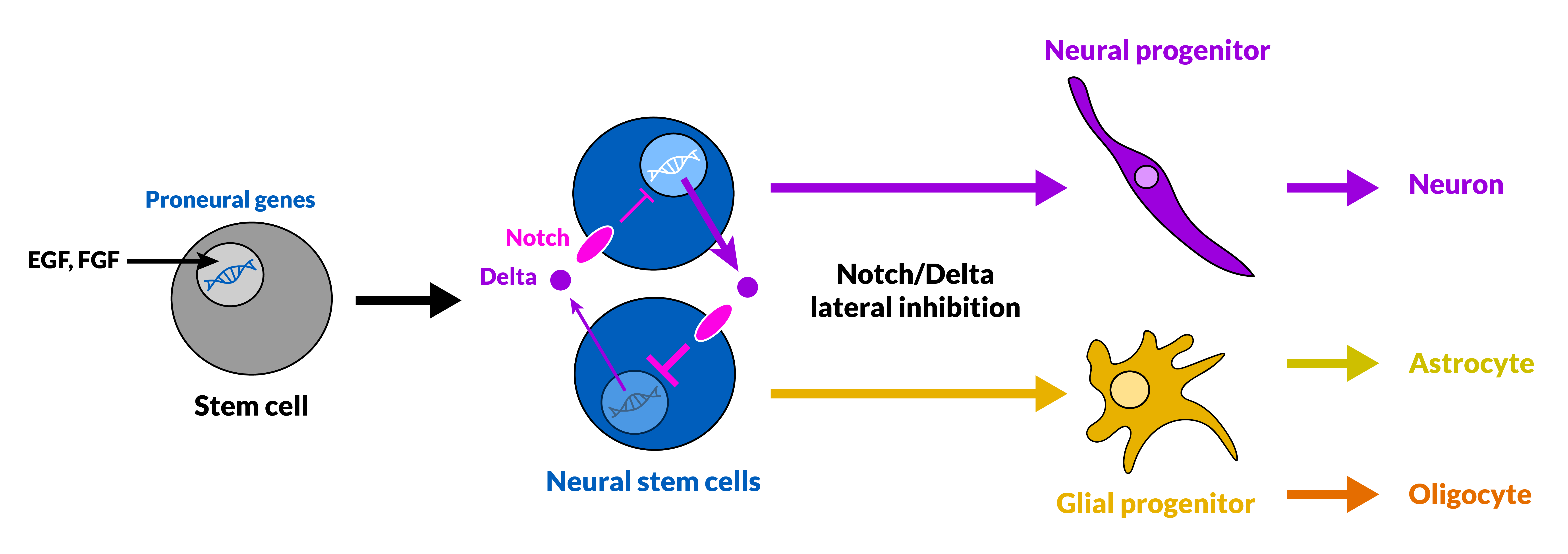
Латеральне гальмування Notch-Delta у нейронних стовбурових клітинах, що призводить до утворення нейрональних і гліальних попередників.

Перші дослідження Notch-сигналінгу при розвитку центральної нервової системи (ЦНС) були зроблені в основному на дрозофілах за допомогою експериментів мутагенезу. Так, наприклад, виявлення пов'язаного з дисфункцією Notch ембріонального летального фенотипу у Drosophila  вказує на те, що мутації Notch можуть призводити до збою нейронної та епідермальної сегрегації клітин у ранніх ембріонів комах цього виду. За останнє десятиліття прогрес у методах нокауту дозволив досліджувати сигнальний шлях Notch також і на моделях ссавців, зокрема гризунів.
Було виявлено, що сигнальний шлях Notch є критичним головним чином для підтримки та самовідновлення нейронних клітин-попередників (NPC). В останні роки також були виявлені інші його функції у мозку, серед яких спеціалізація гліальних клітин, розвиток нейритів, а також роль у процесах навчання та пам'яті.

### Диференціювання нейронів
Шлях Notch є важливим для підтримки проліферації нейронних клітин-попередників під час розвитку мозку, а його мутації можуть спричиняти передчасну диференціацію нейронів і виснаження пулу клітин, здатних до поділу. У випадку ж необхідності переходу до диференціювання, ефектам Notch протидіють такі модулятори, як білок Numb, що зумовлює зупинку клітинного циклу та диференціювання NPC. Протилежний ефект має фактор росту фібробластів, який сприяє передачі сигналів Notch задля підтримання стовбурових клітин кори головного мозку в проліферативному стані, беручи таким чином участь у механізмі, який регулює ріст кортикального шару та, потенційно, гірифікацію. Таким чином, сигналізація Notch забезпечує самовідновлення пулу NPC, підтримуючи частину з них у проліферативному стані, а також впливає на подальше їх диференціювання.
Було показано, що неканонічна гілка сигнального шляху Notch, яка включає фосфорилювання STAT3 за залишком серину в положенні 727 і подальше збільшення експресії Hes3 ( сигнальна вісь STAT3-Ser/Hes3 ), регулює кількість NPC, що було показано in vitro та in vivo.
Цікавим є те, що у як in vivo мозку дорослих гризунів так і in vitro у культурі клітин, Notch3 сприяє диференціації нейронів, тобто виконує роль, протилежну Notch1/2. Це вказує на те, що окремі рецептори Notch можуть мати різні функції залежно від клітинного контексту.

### Розвиток нейритів
Дослідження in vitro показують, що Notch може впливати на розвиток нейритів. Так, дослідження in vivo із видалення Numb (модулятора сигналів Notch) порушує дозрівання нейронів у мозочку, що розвивається, також є данні, що видалення Numb порушує формування аксонів у сенсорних гангліях. Хоча механізм, що лежить в основі цього явища не зрозумілий, разом ці дані свідчать про те, що передача сигналів Notch може бути вирішальною для дозрівання нейронів.

### Гліогенез
У гліогенезі Notch може відігравати інструктивну роль та безпосередньо сприяти диференціації багатьох підтипів гліальних клітин. Наприклад, активація передачі сигналів Notch у сітківці сприяє утворенню клітин глії Мюллера із нейронів, тоді як знижена передача сигналів Notch індукує продукування гангліозних клітин і відповідне зменшення кількості глії Мюллера.

### Функціонування Notch у мозку дорослої людини
Окрім ролі Notch у розвитку, існують докази що передача сигналів Notch також бере участь у нейрональному апоптозі, ретракції нейритів і нейродегенерації за ішемічного інсульту в мозку . Білки та ліганди Notch експресуються в клітинах нервової системи дорослої людини, що дозволяє припустити їх роль у явищах нейропластичності протягом усього життя, а не тільки на етапі розвитку мозку. Так, дорослі миші, гетерозиготні за мутаціями Notch1 або Cbf1, характеризуються дефіцитом просторової пам’яті та навчання. Подібні результати спостерігаються в експериментах з пресенілінами 1 і 2, які опосередковують внутрішньомембранне розщеплення Notch. Видалення пресенілінів в збуджуючих нейронах у тварин через 3 тижні після їх народження викликає дефіцит пам'яті, порушення процесів навчання, нейрональну дисфункцію та поступову нейродегенерацію. Кілька інгібіторів гамма-секретази, які пройшли клінічні випробування на людях у пацієнтів з хворобою Альцгеймера та MCI, призвели до статистично значущого погіршення когнітивних функцій порівняно з контрольною групою, що, як вважають, пов’язано з випадковим впливом на передачу сигналів Notch.

## Роль у розвитку серцево-судинної системи
Сигнальний шлях Notch є критичним компонентом для формування та морфогенезу серцево-судинної системи, як під час онтогенетичного розвитку, так і при патогенезі. Він необхідний для процесу відбору кінцевих і стеблових ендотеліальних клітин (endothelial tip and stalk cells - англ.) під час  ангіогенезу.

### Розвиток серця
Сигнальний шлях Notch відіграє вирішальну роль щонайменше у трьох процесах розвитку серця: розвитку атріовентрикулярного каналу, розвитку міокарда та розвитку вихідного серцевого тракту.

#### Розвиток атріовентрикулярного (АВ) каналу
Формування атріовентрикулярних меж
Передача сигналу Notch може регулювати утворення атріовентрикулярних меж між АВ-каналом і міокардом камер серця. Дослідження показали, що до дефектів у розвитку АВ-каналу може призводити як втрата, так і посилення Notch-сигналінгу. Крім того, цільові гени Notch HEY1 і HEY2 беруть участь в обмеженні експресії двох критичних білків-регуляторів розвитку АВ каналу, а саме BMP2 і Tbx2.
АВ епітеліально-мезенхімальний перехід (ЕМП)
Передача сигналів Notch також важлива для процесу АВ епітеліально-мезенхімального переходу (EMП), який необхідний для дозрівання АВ-каналу. Певна група ендокардіальних клітин, що вистилають АВ-канал, активується сигналами від міокарда і міжендокардіальними сигнальними шляхами для проходження ЕМП після формування меж АВ-каналу. Дефіцит Notch1 призводить до дефективної індукції цього переходу, що виявляється у дуже малій кількості мігруючих клітин, у яких при цьому відсутня мезенхімальна морфологія. Вважається, що Notch може регулювати процес ЕМП шляхом активації експресії матриксної металопротеїнази 2 (MMP2) або шляхом інгібування експресії васкулярного ендотеліального (VE)-кадгерину в ендокарді AV-каналу , одночасно пригнічуючи шлях VEGF через VEGFR2. У RBPJk/CBF1-мутантів спостерігають серйозні порушення розвитку серцевого клапана, ймовірно, через дефектну сигналізацію та дозрівання ендокарда.

#### Розвиток шлуночків
Деякі дослідження на Xenopus  і мишачих ембріональних стовбурових клітинах  показують, що кардіоміогенне комітування і диференціювання вимагають інгібування сигналізації Notch, однак активна передача сигналів Notch необхідна в ендокарді шлуночків для правильного розвитку трабекул після диференціації міокарда шляхом регулювання експресії BMP10, NRG1 і Ephrin B2. Передача сигналів Notch підтримує проліферацію незрілих кардіоміоцитів у ссавців  і рибок даніо. Імовірно, існує регуляторний зв'язок між передачею сигналів Notch і передачею сигналів Wnt, за допомогою чого підвищена експресія Wnt знижує регуляцію сигналів Notch, що призводить до наступного інгібування проліферації шлуночкових кардіоміоцитів. Проліферація таким чином може бути відновлена при застосуванні інгібіторів Wnt.
HEY2, що є низхідним ефектором Notch-сигналингу, також важливий у регулюванні розвитку шлуночків, і експресується в міжшлуночковій перегородці та ендокардіальних клітинах атріовентрикулярних подушок. Делеція HEY2 у кардіоміоцитах та клітинах гладкої мускулатури серця призводить до порушення скорочувальної здатності серця, неправильного розвитку правого шлуночка та дефектів міжшлуночкової перегородки.

#### Розвиток вихідного тракту шлуночків
Рецептори Notch, ліганди та гени-мішені демонструють унікальний патерн експресії під час розвитку дуги аорти та артерій дуги аорти. Було показано, що коли шлях Notch був заблокований, індукція експресії маркера клітин гладких м’язів судин не відбувається, що може свідчити про участь Notch у диференціації клітин серцевого нервового гребеня на судинні клітини під час розвитку вихідного тракту.

### Ангіогенез
Ендотеліальні клітини використовують сигнальний шлях Notch для міжклітинної координації під час проростання кровоносних судин.
Активація Notch відбувається головним чином у з’єднувальних клітинах і клітинах, що вистилають відкриті стабільні кровоносні судини (так звані "patent stable blood vessels", наприклад, дорзальну аорту), шляхом прямої взаємодії з лігандом Notch, дельта-подібним лігандом 4 (Dll4), який експресується у верхівкових клітинах ендотелію. VEGF-сигналінг, який є важливим фактором для міграції та проліферації ендотеліальних клітин , може бути пригнічений в клітинах з активованим Notch-сигналінгом шляхом зниження кількості транскриптів Vegf-рецептора. Ембріони рибок даніо, у який відсутній Notch-сигналінг, демонструють ектопічну та персистентну експресію flt4 (ортолога VEGF3) у всіх ендотеліальних клітинах, тоді як активація Notch повністю пригнічує його експресію.
Сигнальний шлях Notch може використовуватися для контролю проростання кровоносних судин під час ангіогенезу. Коли клітини всередині відкритої судини ("patent vessel" - англ) зазнають впливу сигналу VEGF, тільки обмежена кількість із них ініціює ангіогенний процес. Vegf індукує експресію DLL4, а клітини, що експресують DLL4, в свою чергу пригнічують рецептори Vegf у сусідніх клітинах через активацію шляху Notch, тим самим запобігаючи їх міграції до ростучої ділянки. Подібним чином, під час самого процесу проростання судин, міграція сполучних клітин повинна бути обмежена, щоб зберегти відкритий зв’язок з початковою кровоносною судиною.

## Роль в ендокринному розвитку
Дефінітивна (остаточна) ентодерма та ектодерма диференціюється кількома шляхами розвитку гастроінтестинального епітелію, в тому числі до ендокринних клітин. Багато досліджень показали, що в ендокринному розвитку сигнальний шлях Notch відіграє важливу роль.

### Розвиток підшлункової залози
Під час органогенезу підшлункової залози в ній було виявлено експресію генів, що відповідають за кодування елементів сигнального шляху Notch, що дозволяє припустити участь в її органогенезі Notch-сигналінгу. Наразі є свідчення того, що передача сигналів Notch регулює прогресивне рекрутування ендокринних клітин із клітин-попередників , діючи за допомогою двох можливих механізмів. Одним з них є «латеральне гальмування», яке у випадках, коли клітини можуть розвиватися за однаковим типом, зумовлює розвиток частини із них за одним типом, а іншої частини за іншим. Латеральне гальмування загалом необхідне для детермінування шляху розвитку багатьох типів клітини, у випадку ж підшлункової злози воно може пояснити дисперсний розподіл ендокринних клітин в її епітелії. Другим механізмом є «супресивне підтримання», яка пояснює роль передачі сигналу Notch у диференціюванні підшлункової залози і полягає у Notch-опосередкованому активуванні гену Hes в клітинах-попередниках, що призводить до інгібування їх диференціації та, власне, їх підтримання у стані попередників. Важливим у цьому процесі вважається фактор росту фібробластів 10.

### Розвиток кишечника
У кількох звітах була вказана роль сигналізації Notch у регуляції розвитку кишечника. Мутації в елементах сигнального шляху Notch впливають на найперші етапи вибору шляху розвитку інтестинальних клітин в рибок даніо. Аналіз транскрипційної активності та gain-of-function експерименти (експерименти з посиленням існуючих властивостей чи набуття нових) показали, що передача сигналів Notch спрямована на Hes1 у кишечнику та регулює вибір розвитку бінарних клітин між адсорбційним та секреторним шляхами.

### Розвиток кісток
Ранні дослідження in vitro виявили, що сигнальний шлях Notch функціонує як інгібітор остеокластогенезу та остеобластогенезу. Notch1 експресується в зоні мезенхімальної конденсації та згодом у гіпертрофованих хондроцитах під час хондрогенезу. Надмірна експресія сигналізації Notch пригнічує індуковану морфогенетичним протеїном 2 диференціацію остеобластів. Загалом, передача сигналів Notch відіграє важливу роль у комітуванні мезенхімальних клітин до лінії остеобластів та може мати терапевтичне застосування при регенерації кістки.

## Роль у раку

### Лейкемія
Порушений Notch-сигналінг є одним з чинників Т-клітинної гострої лімфобластичної лейкемії (T-ALL), його мутації спостерігаються у щонайменше 65% усіх випадків T-ALL. Notch сигналінг може бути активований мутаціями у своїх же Notch генах, інактивуючими мутаціями у FBXW7 (негативний регулятор Notch1), чи, зрідка, транслокацією t(7;9)(q34;q34.3). У випадку Т-клітинної гострої лімфобластичної лейкемії було показано, що Notch може прямо регулювати c-MYC, активуючи анаболічні шляхи, які стимулюють ріст лейкемічних клітин.

### Уротеліальний рак сечового міхура
Втрата активності сигнального шляху Notch є рушійною подією при уротеліальному раку. Інактивуючі мутації в компонентах шляху Notch були виявлені у понад 40% досліджених карцином сечового міхура людини. На мишах було показано, що генетична інактивація сигналізації Notch призводить до фосфорилювання Erk1/2, що призводить до пухлиногенезу в сечовивідних шляхах. Не всі рецептори NOTCH однаково залучені до уротеліального раку сечового міхура, так, в одному з досліджень 90% зразків мали певний рівень експресії NOTCH3, що може свідчити про важливість його ролі у канцерогенезі. Високий рівень експресії NOTCH3 спостерігався в пухлинах високого ступеня злоякісності, а високий рівень позитивності асоціювався з вищим ризиком смертності. Таким чином, NOTCH3 було ідентифіковано як вісник поганого розвитку подій і припускають, що NOTCH3 можна використовувати як маркер ризику смертності від уротеліального раку сечового міхура. Було також показано, що експресія NOTCH3 може бути прогностичним імуногістохімічним маркером при клінічному спостереженні за пацієнтами з уротеліальним раком сечового міхура, сприяючи таким чином більш індивідуальному підходу до пацієнтів і сигналізуючи про доцільність контрольної цистоскопії через менший проміжок часу.

## Інгібітори Notch
Участь передачі сигналів Notch у багатьох видах раку призвела до дослідження інгібіторів Notch (особливо інгібіторів гамма-секретази) як засобів лікування раку, які перебувають на різних фазах клінічних випробувань. Станом на  2013 рік щонайменше 7 інгібіторів Notch проходили клінічні випробування. Багатообіцяючі результати були отримані при ранньому клінічному дослідженні MK-0752  на рак молочної залози. Доклінічні дослідження показали сприятливий ефект інгібіторів гамма-секретази також і при ендометріозі , захворюванні, що характеризується підвищеною експресією компонентів шляху Notch. Кілька інгібіторів Notch, у тому числі інгібітор гамма-секретази LY3056480, вивчають на щодо їх потенційної здатності регенерувати волоскові клітини в вушній раковині, що може зробити можливим лікування втрати слуху та шуму у вухах.

## Додаткові матеріали

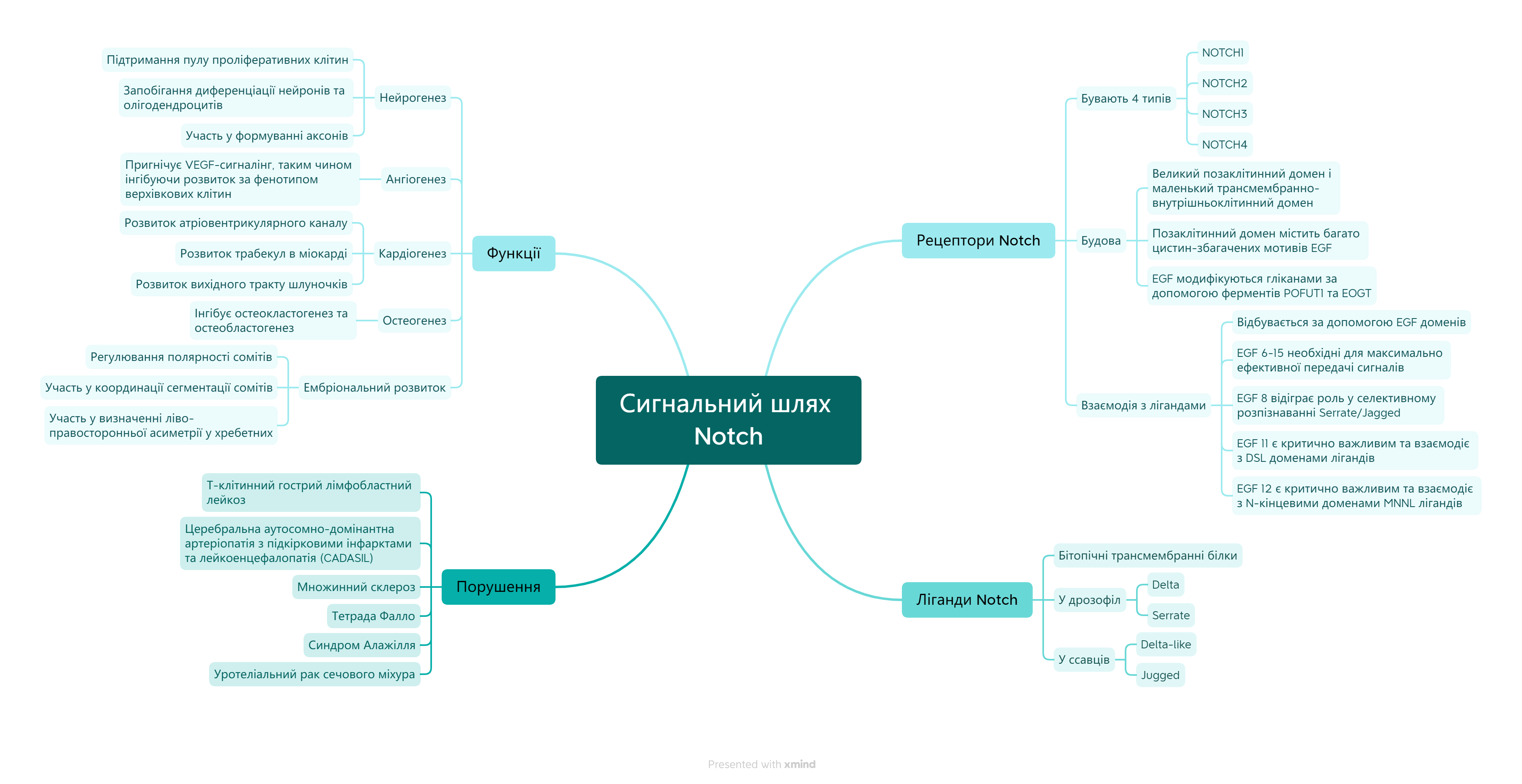
Карта знань про сигнальний шлях Notch

- Діаграма: сигнальний шлях Notch у Homo sapiens (англ)
- NetPath - інтернет ресурс сигнальних шляхів людини[en] (англ)
- Notch+Receptors at the US National Library of Medicine Medical Subject Headings (MeSH) (англ)
- Notch у базі данних GenomeNet (All Databases) (англ)